# 和学講談所

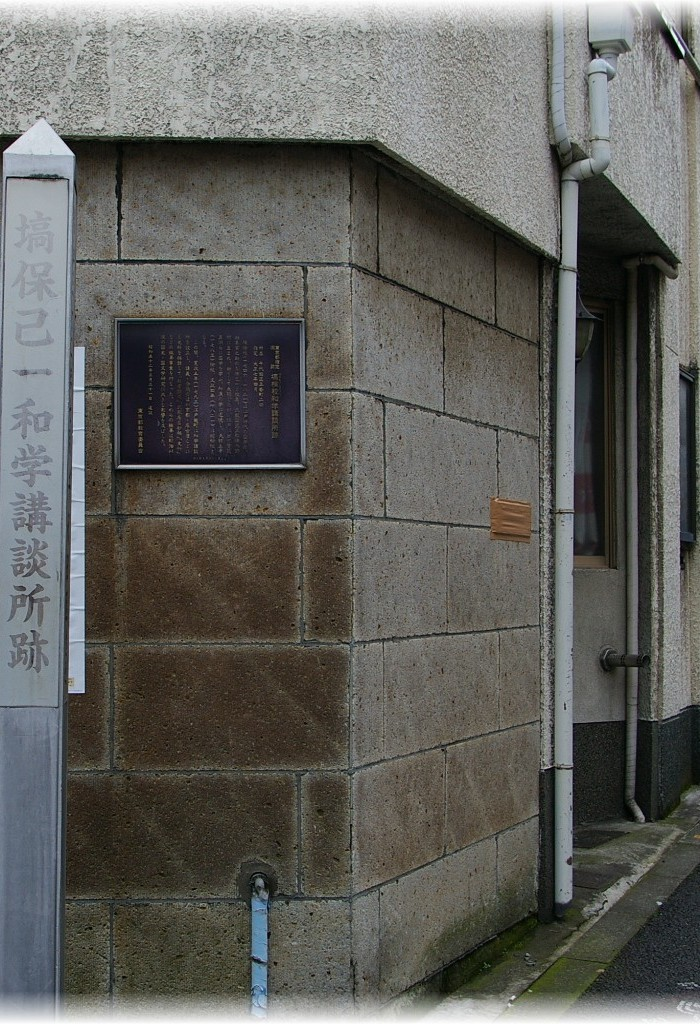
和学講談所跡の標柱と銘板
千代田区三番町24-13。現在は撤去され別の看板が設置されている。

和学講談所（わがくこうだんしょ）または和学所（わがくしょ）は、1793年（寛政5年）に塙保己一が創立した和学（国学）の研究・教育機関。

## 沿革

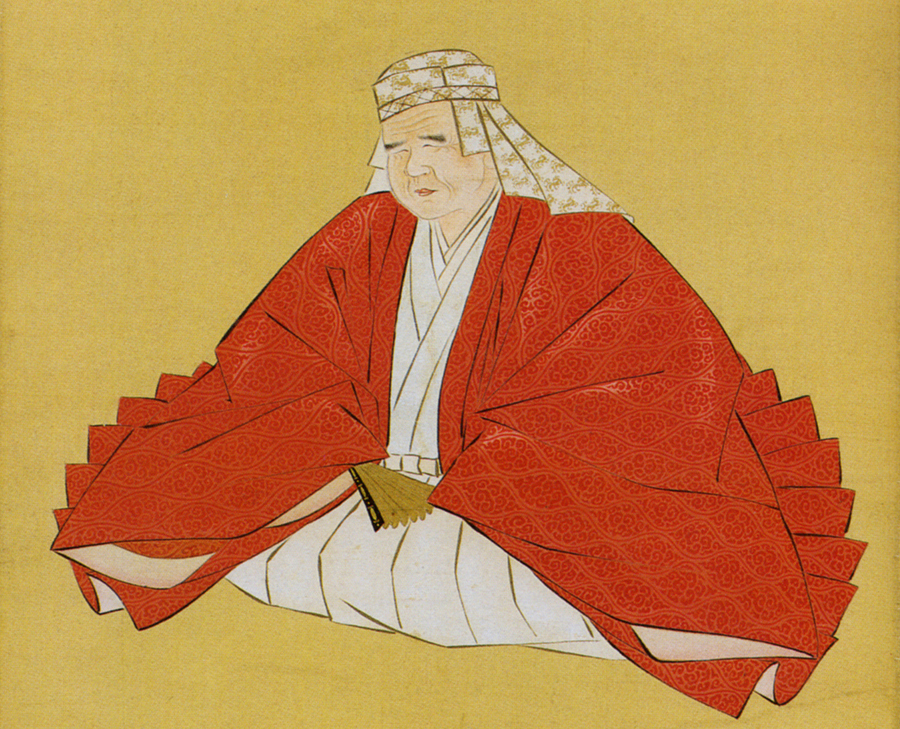
絹本著色塙保己一像
住吉広定（弘貫）筆、個人蔵、福島県指定重要文化財

和学講談所は1793年2月、塙保己一が和学（「歴史律令之類」）振興のため江戸幕府に設立を願い出、4月に許可を得た。保己一は水戸藩の『大日本史』の校合に参加した実績があり、幕府から信頼を得ていた。11月に麹町の裏六番町（300坪、現千代田区三番町16付近）に普請が成ると、直ちに講談会を始めた。
1795年（寛政7年）には4か所の町屋敷から年々の上納金50両を下付されて雑費に充当することになり、和学御用筋は林大学頭支配に入ることが定まった。1805年（文化2年）、表六番町（840坪、現三番町24-13付近）に移った。

### 事業
講談所の主な事業は以下のように捉えられる。
- 国典の教授、会読、輪講

毎月3回、2の日に『古事記』、六国史、『源氏物語』等を対象に定例の講談会を行った。保己一の依頼により松平定信が『論語』の「温故知新」から採り「温古堂」と名付けた。
- 文献の調査、収集、校訂、編集

紅葉山文庫に納めるため、公卿の日記類の筆写を行った。1806年（文化3年）、幕府より「史料」「武家名目抄」編纂の命を受け、伊勢、京都、大坂、名古屋と各地の史料を訪ねた。
- 幕府の要求に応じ、資料提出、原案起草
- 出版事業

保己一の個人事業だった「群書類従」の編集刊行を行う他、「日本後紀」「令義解」「百練抄」「扶桑略記」などを刊行した。
保己一は和学講談所で多くの門弟を育てるとともに、数々の史料編纂事業を行った。1819年（文政2年）には着手してから41年をかけた『群書類従』（670冊）の刊行が実現した。そのほか、盲目の保己一がいる番町の和学講談所へ門弟が学びに通うさまを風刺した「番町で目明き盲に道をきき」という川柳も詠まれた。

### 終焉
1821年に保己一が死去した後、和学講談所は子の忠宝に継承された。出版事業は停滞するも、講談会、「史料」「武家名目抄」の編纂が続けられた。幕末の1863年、忠宝が尊攘派（伊藤博文、山尾庸三とされる）によって暗殺された。忠宝の子・忠韶が跡を継いだが、「史料」の編纂事業も停止し、江戸幕府が崩壊した1868年（慶応4年）には和学講談所も廃止された。
1869年（明治2年）、新政府によって講談所跡に史料編輯国史校正局が設置された。和学講談所の蔵書は正院、修史局を経て東京大学史料編纂所に引き継がれた。史料編纂事業は『大日本史料』の編纂と刊行という形で継承されている。
1878年（明治11年）、「群書類従」の版木は浅草文庫に移され、その後内務省などを経て帝国大学に移管された。忘れられた存在だった版木は1909年に発見された。その後、保己一の曾孫にあたる塙忠雄らによって温故学会が設立され、帝国大学から版木が下付された。

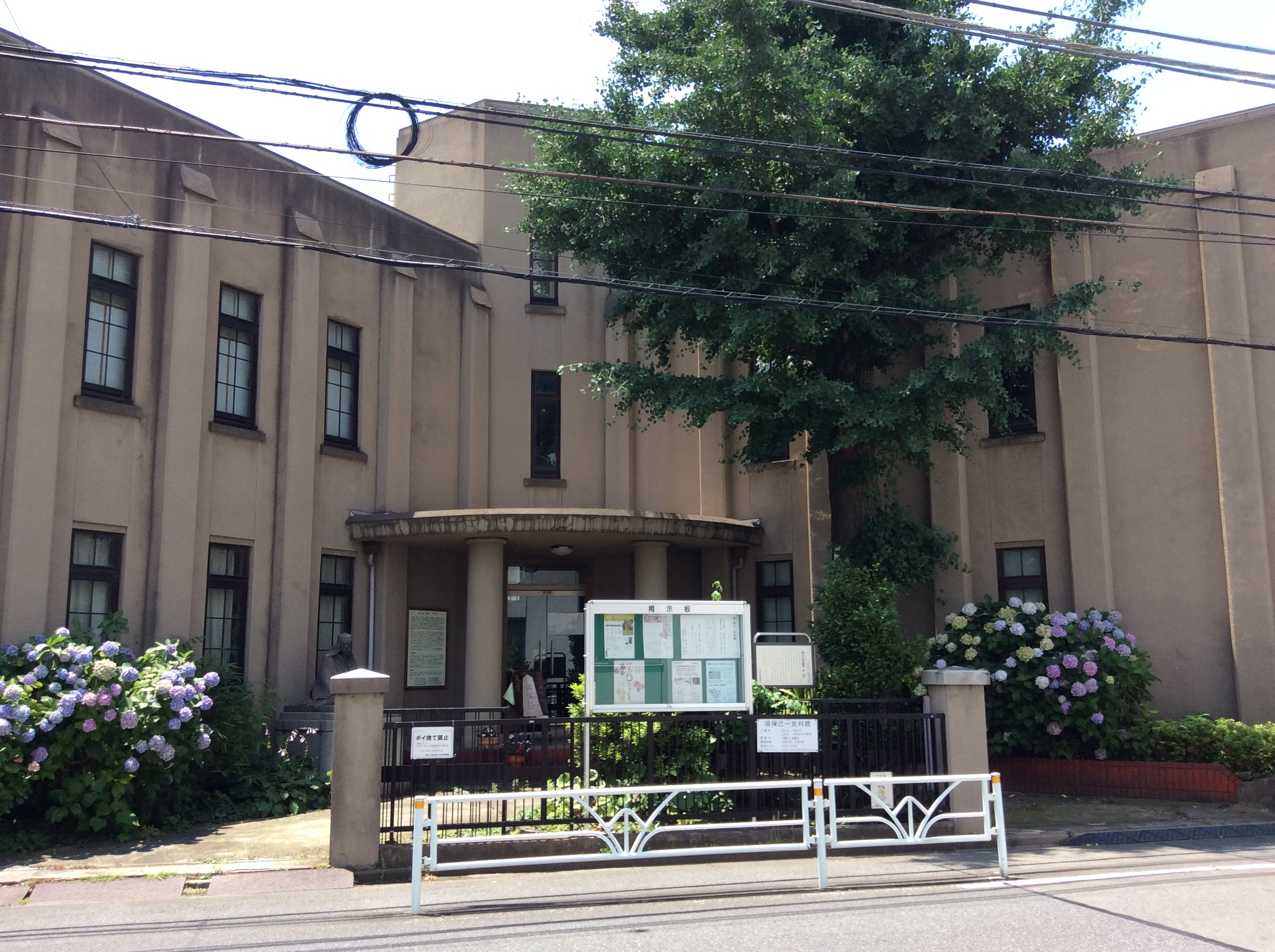
温故学会会館（東京都渋谷区東2丁目）
「群書類従」の版木が保管されており、国の重要文化財に指定されている。

### ゆかりの地
講談所の跡地（千代田区三番町24-13付近）は「塙検校和学講談所跡」として1955年（昭和30年）3月28日に東京都旧跡に指定されている。以前は跡地であることを明示した標柱と銘板があったが、2020年現在は撤去され、代わりに千代田区三番町24-13の三井のリパーク三番町第3駐車場前の歩道と車道の境界に、千代田区役所による看板が設置されている。位置は、北緯35度41分31.20秒 東経139度44分36.924秒 / 北緯35.6920000度 東経139.74359000度である。

## 「史料」
六国史以降、国史の編纂が行われていないため、その後の時期の歴史資料を年代順にまとめたもの。宇多天皇（887年即位）から後一条天皇の万寿元年（1024年）まで、約150年の分がまとめられており、403巻、目録6巻の写本が現存。
1810年に宇多天皇事記、1812年に醍醐天皇事記、1817年に朱雀天皇事記、1822年に村上天皇事記が献上された。保己一が1821年に逝去したため、林大学頭は「武家名目抄」を優先する意向であったが、塙忠宝と門人らによって「史料」の編纂が続けられ、冷泉、円融、花山、一条、三条、後一条の天皇事記がまとめられている。最後の献上は1860年で、忠宝の暗殺によって中断した。
- 史料編纂所に後朱雀天皇から正親町天皇までを対象にした「塙史料残稿」41冊が所蔵されている。後一条天皇事記に続く分の草稿と見られる。
- 「宇多天皇事記」[注 2]以外は未刊行。
- 『大日本史料』の編集方針は「史料」を基礎としている。『大日本史料』の第1編、第2編（途中まで）は「史料」を増補したものである。